# Latonia nigriventer
El sapillo pintojo de Israel, o sapillo pintojo palestino (Latonia nigriventer) es una especie de anfibio anuro de la familia Alytidae. Estuvo considerado extinto durante varias décadas, debido al drenaje por las autoridades israelíes, en la década de 1950, de las zonas pantanosas donde habitaba (Lago Hula), hasta que fue redescubierto en noviembre de 2011 en el norte de Israel. Se considera que está en peligro crítico de extinción.
Se conoce muy poco de su ciclo biológico, debido a que solo se ha estudiado dos veces por los científicos: dos adultos y dos renacuajos se recogieron en 1940, y un individuo aislado en 1955.

## Descripción
Esta especie se caracteriza por el vientre oscuro con pequeñas manchas blancas. El color de la zona dorsal es ocre y los laterales se caracterizan por un gradiente cromático entre gris-verde oliva y negro verdoso. Se diferencia de Discoglossus pictus por su mayor distancia interocular, patas delanteras más largas y hocico menos protuberante. El espécimen tipo es una hembra adulta de 4 cm de longitud.

## Taxonomía
Los cuatro ejemplares de 1940 se usaron como tipos para su descripción, pero durante la cautividad, el ejemplar mayor se comió al juvenil. El mayor es el holotipo para la descripción de esta especie y junto con el individuo recogido en 1955 es el único material disponible actualmente. Los dos renacuajos considerados como paratipos se han perdido.[cita requerida]
Anteriormente se incluía dentro del género Discoglossus, pero un estudio reciente la incluye dentro del género Latonia. Es la única especie viva de este género, el resto de especies habitaron desde el Oligoceno al Pleistoceno; por lo que se considera un fósil vivo.

## Distribución
Su distribución se restringe a las marismas del lago de Jule en Israel. Es posible que en su distribución histórica estuvieran incluidas las zonas fronterizas con Siria.
Un científico de la organización de la protección de la naturaleza libanesa A Rocha declaró haber visto una especie de anuro que podía ser Discoglossus nigriventer en las marismas Aammiq al sur del Valle de la Bekaa en el Líbano. Dos expediciones franco-britano-libanesas en los años 2004 y 2005 no lograron confirmar la existencia de esta especie.

## Amenazas
Esta especie se clasificaba como oficialmente extinta por la UICN desde 1996 y continuó en la lista de especies en peligro en Israel con la esperanza de encontrar una población residual en los altos del Golán. En el mes de noviembre de 2011 la Autoridad de Parques y Naturaleza israelí anunció el redescubrimiento de esta especie.
Su área de distribución es extremadamente limitada, estimada en menos de 2 km², lo que junto a su reducida población hacen que la UICN la clasifique como en peligro crítico de extinción. La presión por predación de las aves acuáticas, y la reducción de su hábitat son sus principales amenazas.

## Publicación original
- Mendelssohn, H. & Steinitz, H. (1943): A new frog from Palestine. Copeia 1943(4): 231-233. doi 10.2307/1438135